# Sáp nhập Texas

Biên giới Texas 1845

Sáp nhập Texas là sự sáp nhập Cộng hòa Texas vào Hoa Kỳ vào năm 1845, Texas đã được sáp nhập vào Hoa Kỳ với tư cách là tiểu bang thứ 28 vào ngày 13 tháng 10 năm 1845.
Cộng hòa Texas tuyên bố độc lập từ Cộng hòa Mexico vào ngày 2 tháng 3 năm 1836. Vào thời điểm đại đa số dân Texas đã ủng hộ việc sáp nhập nước Cộng hòa của Hoa Kỳ. Sự lãnh đạo của cả hai đảng chính trị lớn của Hoa Kỳ là đảng Dân chủ và người Whigs phản đối việc sát nhập Texas, một khu vực giữ nô lệ rộng lớn vào bầu không khí chính trị mong manh của các tranh cãi chuyên chế và chống chế độ nô lệ trong Quốc hội. Hơn nữa, họ muốn tránh một cuộc chiến tranh với Mexico, mà chính phủ đã từ chối thừa nhận chủ quyền của tỉnh phía bắc nổi loạn của nó. Với kinh tế của Texas suy giảm vào đầu những năm 1840, Tổng thống Cộng hòa Texas, Sam Houston, đã sắp xếp các cuộc đàm phán với Mexico để khám phá khả năng đảm bảo sự công nhận độc lập chính thức, với sự trung gian hòa giải của Vương quốc Anh.
Năm 1843, Tổng thống Hoa Kỳ John Tyler, lúc đó không thống nhất với bất kỳ đảng chính trị nào, đã quyết định một cách độc lập việc theo đuổi việc sáp nhập Texas trong một nỗ lực để giành được một cơ sở hỗ trợ phổ biến cho bốn năm nữa trong chức vụ. Động lực chính thức của ông là để bác bỏ những nỗ lực ngoại giao bị nghi ngờ bởi chính phủ Anh về việc giải phóng nô lệ ở Texas, điều này sẽ làm suy yếu chế độ nô lệ tại Hoa Kỳ. Qua các cuộc đàm phán bí mật với chính quyền Houston, Tyler đã bảo đảm một hiệp ước sáp nhập vào tháng 4 năm 1844. Khi các tài liệu được đệ trình lên Thượng viện Hoa Kỳ để phê chuẩn, chi tiết về các điều khoản sáp nhập trở nên công khai và câu hỏi về việc Texas lấy trung tâm trong Cuộc bầu cử tổng thống năm 1844. Các đại biểu đảng Dân chủ ở miền Nam đã từ chối lãnh đạo chống sáp nhập của họ, Martin Van Buren, được đề cử tại đại hội đảng của họ vào tháng 5 năm 1844. Liên minh với các đồng nghiệp ủng hộ đảng Dân chủ phía Bắc. Polk, người chạy trên nền tảng Texas Manifest Destiny.
Ngày 28 tháng 2 năm 1845, Quốc hội Hoa Kỳ thông qua một đạo luật cho phép Hoa Kỳ sáp nhập Cộng hòa Texas. Ngày 1 tháng 3, Tổng thống Hoa Kỳ John Tyler ký đạo luật này. Lập pháp Hoa Kỳ định ngày sáp nhập là 29 tháng 12 cùng năm. Đối diện với việc Hoa Kỳ sáp nhập Texas, Charles Elliot và Alphonse de Saliny là hai bộ trưởng Pháp và Vương quốc Anh đặc trách liên lạc với Texas được chính phủ của họ phái đến Mexico City. Cùng họp chung với bộ trưởng ngoại giao Mexico, họ đã ký một "Đạo luật Ngoại giao" trong đó Mexico đồng ý công nhận một Texas độc lập với biên giới được ấn định qua sự trung gian của Anh và Pháp. Tổng thống Texas là Anson Jones đã trình lên cả lời đề nghị từ phía Mexico và từ phía Hoa Kỳ trong một cuộc họp đặc biệt tại Austin. Lời đề nghị của Hoa Kỳ được chấp thuận với chỉ một phiếu chống. Lời đề nghị của Mexico không được đưa ra biểu quyết. Theo sắc lệnh trước của Tổng thống Jones, lời đề nghị của Hoa Kỳ sau đó được đưa ra trưng cầu trên toàn quốc.
Ngày 13 tháng 10 năm 1845, phần đông cử tri của cộng hòa chấp thuận cả lời đề nghị của Hoa Kỳ và bản hiến pháp sắp tới, đặc biệt tán thành chủ nghĩa nô lệ và mua bán nô lệ. Bản hiến pháp này sau đó được Quốc hội Hoa Kỳ chấp thuận, biến Texas thành một tiểu bang của Hoa Kỳ trong ngày 29 tháng 12 năm 1845 (vì vậy bỏ qua giai đoạn làm lãnh thổ trước khi trở thành tiểu bang). Một trong những động cơ thúc đẩy cho việc sáp nhập (ngoài động cơ chính muốn được sáp nhập với người anh em Hoa Kỳ cùng chung văn hóa-chủng tộc Anglo-Mỹ) là chính phủ Texas bị mắc nợ khổng lồ và Hoa Kỳ đồng ý gánh vác nợ sau khi sáp nhập. Năm 1852, để trả lại nợ cho Hoa Kỳ, một phần lớn lãnh thổ mà Texas tuyên bố chủ quyền (hiện nay là một phần của Colorado, Kansas, Oklahoma, New Mexico, và Wyoming) bị cắt nhường cho chính phủ liên bang.